# Török gekkó
A török gekkó (Hemidactylus turcicus) a hüllők (Reptilia) osztályába, a gyíkok (Sauria) alrendjébe és a gekkófélék (Gekkonidae) családjába tartozó faj.

## Előfordulása
Eredetileg a Földközi-tenger partvidékein és szigetein él, de betelepítették az Újvilág több pontjára (Kubába és az Amerikai Egyesült Államokba) is.

## Megjelenése

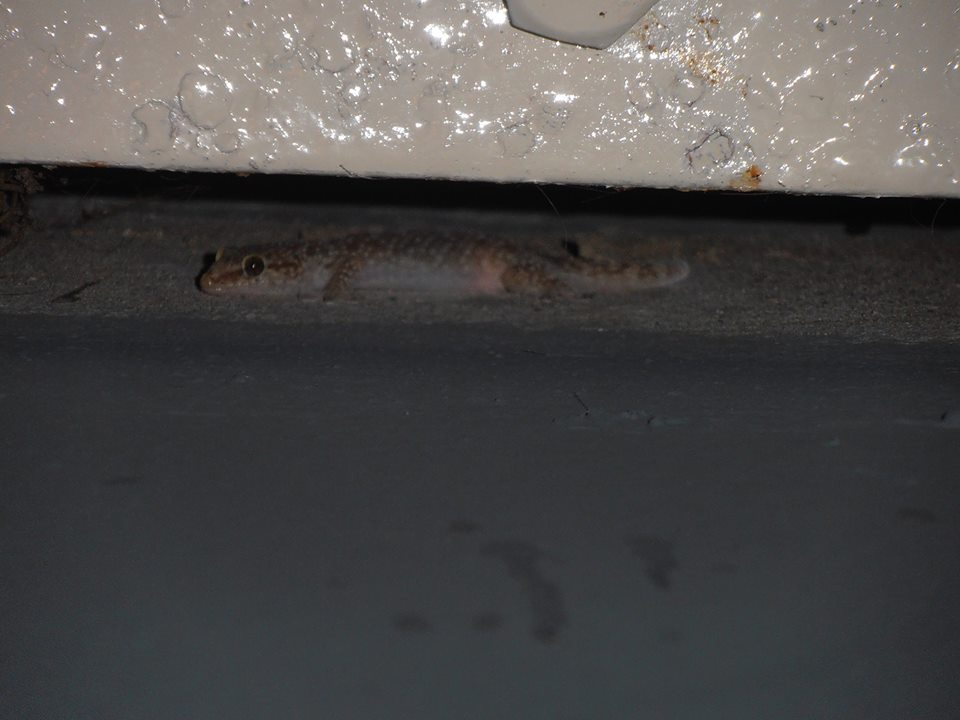
Török gekkó függőleges falon

Testhossza 9–10 cm. Rokonaitól határozatlanul háromszögű, 14–16 hosszanti sorban elhelyezett szemölcsei révén különbözik, amelyek egy része fehér, más része fekete. A test felső oldala szürkésbarnával szegélyezett húsvörös színű. 
|  |

## Életmódja
Éjjel aktív, de lehet látni napközben sziklákon napozni. Meglepően gyors mozgású hüllők, zsákmányukat a falon futva kapják el. Lábujjaik végén található harántlemezeikkel akár a plafonon is képesek futni és vadászni. Farkukat veszély esetén ledobják, a ledobott farok percekig féregszerűen vergődik. Kedvelik az emberi környezetet, a Mediterráneumban gyakran látni éjszaka, kültéri világítások közelében.
Tápláléka puhább testű, apróbb rovarokból, legyekből és pókokból áll